# Lichtschutz auf La Palma
Auf der Kanarischen Insel La Palma hat der Lichtschutz (Schutz gegen Lichtverschmutzung) – im Vergleich zu anderen Regionen – eine besonders lange Tradition. 1988 wurde zum Schutz La Palmas vor Lichtverschmutzung das weltweit erste einschlägige Gesetz erlassen. 2012 wurde La Palma als weltweit erstes UNESCO-Starlight Reserve zertifiziert.

## Hintergrund
Nachdem man erkannt hatte, dass auf La Palma aufgrund des sehr dunklen Nachthimmels nahezu ideale Bedingungen für die astronomische Beobachtung und Forschung vorliegen, wurde gemäß einem internationalen Abkommen aus dem Jahr 1979 im Jahr 1985 auf der höchsten Erhebung der Insel, dem Roque de los Muchachos, ein Observatorium eingerichtet. Das Roque-de-los-Muchachos-Observatorium ist Teil der Europäischen Nordsternwarte.

## Ley del Cielo
Um das Roque-de-los-Muchachos-Observatorium vor Lichtverschmutzung zu schützen, wurde 1988 das sogenannte Ley del Cielo („Himmelsgesetz“) erlassen. Es enthält Regelungen zur öffentlichen, privaten und gewerblichen Außenbeleuchtung, zu Einrichtung und Betrieb von Funksendern, Industrie und anderen Faktoren, die die Qualität der Atmosphäre negativ beeinflussen können. Es regelt neben dem Lichtschutz auch Aspekte im Rahmen der elektromagnetischen Umweltverträglichkeit und Luftverschmutzung.
Aufgrund des Gesetzes wurden z. B. die alte Straßenbeleuchtung durch spezielle orangefarbene, zum Boden strahlende Leuchten ersetzt und die Leuchtreklame strengen Vorschriften unterworfen.

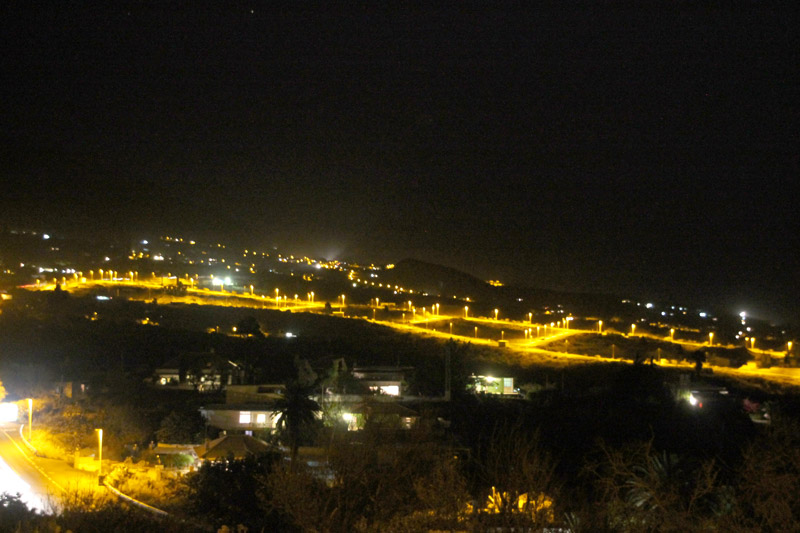
Industriegebiet auf La Palma bei Nacht

## Starlight Initiative

### La Palma Declaration
2007 veröffentlichte die Starlight Initiative (Delegierte von UNESCO, UNWTO, IAU und anderen internationalen Organisationen) nach einer Konferenz auf La Palma die Declaration in Defence of the Night Sky and the Right to Starlight (La Palma Declaration).
Im Rahmen dieser Konferenz wurde auch das Konzept des Starlight Reserve (analog zum Biosphärenreservat) der UNESCO erarbeitet.

## Fundación Starlight
2009 wurde die durch das Astrophysikalische Institut der Kanarischen Inseln (Instituto de Astrofísica de Canarias, IAC) geförderte Stiftung Fundación Starlight ins Leben gerufen, deren Hauptziel die Koordination und das Management der Starlight Initiative ist.

## Umfang der geschützten Gebiete

### Isla de La Palma (Ley del Cielo)
Das Schutzgebiet gemäß Ley del Cielo umfasst die gesamte Insel.

### La Palma Reserva Starlight (UNESCO)
Im April 2012 wurde La Palma durch die Fundación Starlight als weltweit erstes Starlight Reserve nach der Kategorisierung der UNESCO anerkannt. Das Schutzgebiet umfasst die gesamte Insel, Teile des umgebenden Atlantiks sowie Teile der Insel Teneriffa, mit einer maximalen Ausdehnung bis 160 km um das Observatorium. Auf der Insel selbst ist das Gebiet in eine Kernzone, eine Pufferzone I, eine Pufferzone II und das übrige Gebiet des Ley del Cielo eingeteilt.

### La Palma Starlight Reserve (IUCN)
Nach der Klassifikation der Dark Skies Advisory Group (DSAG) der International Union for Conservation of Nature and Natural Resources (IUCN) beschränkt sich der Schutz auf das Observatorium und seine nähere Umgebung (Gebiete des Nationalparks Caldera de Taburiente, des Naturreservates Pinar de Garafía und der Naturparks Las Nieves und Cumbre Vieja).

## Destino Turístico Starlight
Die Auszeichnung wird auch touristisch vermarktet. Es ist schon seit längerer Zeit (bereits seit vor der Zertifizierung) geplant, im Bereich des Observatoriums ein Besucherzentrum einzurichten, um verstärkt auch Amateurastronomen die Möglichkeit der Nutzung der besonderen Qualitäten La Palmas zur Sternenbeobachtung zu bieten. Inzwischen (Stand: August 2014) werden die Planungen konkret.